# IC 2520
IC 2520 је галаксија у сазвјежђу Лав која се налази на листи објеката дубоког неба у Индекс каталогу.
Деклинација објекта је + 27° 13' 39" а ректасцензија 9h 56m 20,3s. Привидна величина (магнитуда) објекта IC 2520 износи 13,4 а фотографска магнитуда 14,4. IC 2520 је још познат и под ознакама UGC 5335, MCG 5-24-3, CGCG 153-4, WAS 4, IRAS 09534+2727, PGC 28682.